# Cała naprzód (film 1966)
Cała naprzód – polski czarno-biały film komediowy z 1966 w reżyserii Stanisława Lenartowicza.

## O filmie
Plenery: Gdynia, Zalew Szczeciński, Szczecin (port, Łasztownia, Zamek, kościół ewangelicki przy ul. Energetyków), Książ, Dakar, Casablanca, Wyspy Kanaryjskie.
Był to jeden z ostatnich występów Zbigniewa Cybulskiego, który zginął 8 stycznia 1967 roku, a więc przed premierą filmu.
W lutym 2021 roku, nakładem GAD Records ukazała się ścieżka dźwiękowa do filmu.

## Fabuła
Janek – młody, energiczny marynarz floty handlowej przypadkowo spotyka w porcie szczecińskim kolegę z wojska, Leona. Ulewa zmusza obydwu mężczyzn do znalezienia schronienia pod dachem, w pierwszym napotkanym miejscu. Podczas długich rozmów Leon przechwala się życiowymi sukcesami i obyciem w tzw. wielkim świecie. Janek nie pozostaje mu dłużny i opowiada, mocno podkoloryzowane opowieści o urokach życia na morzu, które w jego relacjach są niekończącym się pasmem wspaniałych i emocjonujących przygód (m.in. dramatyczny romans z baronową Glorią, potyczka z bandą narkotykowych handlarzy czy pomoc w ucieczce z haremu udzielona pięknej Polce). Początkowo tłem fantazjowania Janka i Leona staje się rywalizacja o względy pięknej nieznajomej, która również znalazła schronienie w tym samym miejscu. Gdy przestaje padać panowie rozstają się, lecz gdy ponownie się spotkają – prawda o ich egzystencji okaże się być zgoła inna.

## Obsada
- Zbigniew Cybulski – Janek, marynarz floty handlowej
- Zdzisław Maklakiewicz – Leon, kolega Janka z wojska, a także: nieznośny dziennikarz na statku (opowieść 3)
- Teresa Tuszyńska – dziewczyna: a także aktorka Gloria (opowieść 1), Dolores, dziewczyna spotkana w porcie (opowieść 2), Sabina, zagraniczna pasażerka na polskim statku (opowieść 3), Wanda, 8-ma żona Ekscelencji (opowieść 4)
- Krzysztof Litwin – chłopak, a także: marynarz na „Rosicie” (opowieść 2), steward na statku (opowieść 3), sługa w haremie (opowieść 4)
- Józef Pieracki – Józef, lokaj Glorii (opowieść 1)
- Adolf Chronicki – Eryk, reżyser filmu Lochy Elsinoru (opowieść 1)
- Ferdynand Matysik – komisarz aresztujący Glorię (opowieść 1)
- Zdzisław Karczewski – kapitan „Rosity” (opowieść 2)
- Jerzy Nowak – bosman na „Rosicie” (opowieść 2)
- Zdzisław Kuźniar – marynarz ze szramą na „Rosicie” (opowieść 2)
- Ryszard Ronczewski – marynarz na „Rosicie” (opowieść 2)
- Stanisław Gronkowski – oficer na statku (opowieść 3)
- Andrzej Mrozek – oficer na statku (opowieść 3)
- Eliasz Kuziemski – pasażer na statku (opowieść 3)
- Leon Niemczyk – Ekscelencja, władca haremu (opowieść 4)
- Igor Przegrodzki – przedstawiający kandydatki do haremu (opowieść 4)
- Krystyna Mikołajewska – dziewczyna w haremie (opowieść 4)
- Teresa Wicińska – dziewczyna w haremie (opowieść 4)
- Maria Kosińska – dziewczyna w haremie (opowieść 4)
- Barbara Tańska – dziewczyna w haremie (opowieść 4)

## Ponadto
- L. Dąbrowska-Puzilewicz
- Adam Dzieszyński – marynarz
- Tadeusz Francik – marynarz
- Krzysztof Fus – marynarz
- Ludwik Jewasiński – marynarz
- Barbara Jędraszak
- Andrzej Kossowicz – marynarz
- Wiesław Kowalczyk – marynarz
- Krzysztof Mikuła – marynarz
- Wiesław Monne – marynarz
- Edward Morus – marynarz
- Michał Mroczko – marynarz
- Albert Narkiewicz
- Daniela Pacholczyk
- Andrzej Polkowski
- Tadeusz Skorulski
- Wojciech Szostek
- Henryk Tejchert
- Jan Uryga
- Włodzimierz Wilkosz